# 동알레포 공세 (2017년)
동부 알레포 공세는 시리아 군이 터키가 지원하는 반군을 시리아 종심으로 들어오는 것을 막고, ISIL의 거점인 다이르하피르를 점령하는 것이 목적인 작전이다. 다른 목표로는 알카파사 수력발전소에 위치한 알레포 시의 수자원 통제권을 확보하는 것이 있다.

## 공세
2017년 2월 10일 시리아 육군이 알바브로부터 1.5km 인근까지 진격한 이후 2월 11일 터키 지원 반군이 주요 전략적 교외 지역을 점령하여 알바브로 진격하는 시리아 육군을 효과적으로 차단한 것으로 보고되었다. 반군이 남쪽으로 진격하는 것을 막기 위해 시리아군은 반군을 차단하기 위하여 ISIL 영토에 포함된 쿠웨이레스 공군기지 동쪽에서 작전을 시작하였다.
2월 12일부터 16일까지 시리아 육군은 공군기지 동북쪽의 마을 9개를 점령했고, 다이르하피르로부터 5km 떨어진 지역까지 진격했다. 21일부터 25일까지 시리아 육군은 12개에서 18개의 마을을 포위했고, 다이르하피르 지역에 포격을 가했다. 시리아 육군은 다이르하피르 지역을 우회해 포위하려고 시도했고, IS가 다이르하피르를 요새화할 것을 우려해 그 지역에 직접적인 공격을 가하는 대신 ISIL 군이 철수하도록 놔두었다.
2월 25일 동부 알레포의 교외 지역에서 알바브 전투 이후 ISIL 군이 대규모로 철수를 시작했고, 대부분의 ISIL 군이 타데프에서 철수한 것으로 보고되었다. 이 무렵 반군과 시리아군 중 누가 그 마을을 차지할 지에 대해서는 불확실한 것으로 알려졌다. 다음 날 시리아군이 타데프에 입성해 마을의 통제권을 장악했다. 이어서 터키 지원 반군과 시리아군 사이에 타데프 인근에서 충돌이 발생했다. 반군은 시리아군 22명이 전사했다고 주장했고 6명이 사망했다. 그러나 이러한 충돌에도 불구하고 시리아군은 진격을 이어가며 다른 2개의 마을을 포위했다.
2월 27일 초, 정부군은 ISIL로부터 또다른 마을을 포위해 시리아 민주군의 만비지 군사위원회와의 연결 지점으로부터 5~6km 이내 지역까지 도달했고 13개의 마을을 포위할 가능성이 높아졌다. 다음 날 아침 시리아군은 여러 마을을 점령해 시리아 민주군과의 접점에 도달했다. 터키 지원 반군도 5개의 마을을 점령했고 ISIL은 이미 그 지역에서 철수한 뒤였다. 시리아 민주군은 ISIL에 맞서 만비지 남쪽 및 남서쪽으로 공세를 시작해 9개의 마을을 점령했다. SDF는 알카프사를 점령할 계획이 있다고 보고되었고, 시리아 민주군과 시리아군이 지역 내에서 협조할 가능성이 있다고 비쳐졌다. 그날 스푸트니크 뉴스에서는 러시아가 시리아 육군과 터키 지원 자유 시리아군 사이에 휴전을 중재했다고 밝혔다. 2월 28일 시리아군과 시리아 민주군은 ISIL에 대한 공세를 이어나갔다.

## 전략적 분석
시리아군이 동부 알레포에서 터키 반군과 ISIL을 잇는 좁은 지역에서 공세를 시작하면서 반군이 시리아 내부로 진격하기 위해 시리아군이나 쿠르드족의 시리아 민주군을 공격할 것이라는 보고가 나왔다. 그러한 행동은 터키가 미국 또는 러시아와 불화를 일으킬 수도 있다. 시리아 정부와 시리아 민주군 사이의 교역로가 2월 말 개통되었고, 두 지역 사이의 물품 교환 및 상호 방문이 가능해졌다.